# Округ Бонер (Ајдахо)
Бонер (енгл. Bonner County) је округ у америчкој савезној држави Ајдахо.

## Демографија
По попису из 2010. године број становника је 40.877, што је 4.042 (11,0%) становника више него 2000. године.
| Група             | 2000.          | 2010.          |
| Белци             | 35.206 (95,6%) | 38.606 (94,4%) |
| Афроамериканци    | 40 (0,1%)      | 58 (0,1%)      |
| Азијати           | 101 (0,3%)     | 184 (0,5%)     |
| Хиспаноамериканци | 604 (1,6%)     | 911 (2,2%)     |
| Укупно            | 36.835         | 40.877         |